# Marcel Nguyen
Marcel Van Minh Phuc Long Nguyen (ur. 8 września 1987) – niemiecki gimnastyk. Dwukrotny medalista olimpijski z Londynu.

## Życiorys
Jego ojciec jest Wietnamczykiem, matka Niemką. W 2012 wywalczył dwa srebrne medale. w indywidualnym wieloboju i ćwiczeniach na poręczach. Zawody te były jego drugimi igrzyskami olimpijskimi, debiutował w 2008. W 2007 był brązowym medalista mistrzostw świata w drużynie. Ma w dorobku również medale mistrzostw Europy (złoto w 2011 i 2012 w ćwiczeniach na poręczach oraz w drużynie w 2010; srebro w 2008 w drużynie; brąz w 2010 w ćwiczeniach wolnych i w 2011 w drążku).